# Христич Володимир Андрійович
Володи́мир Андрі́йович Хри́стич (нар. 18 вересня 1960, село Нові Млини, Борзнянський район, Чернігівська область, Українська РСР, СРСР) — український радянський діяч, токар Одеського заводу «Кінап». Депутат Верховної Ради УРСР 11-го скликання.

## Життєпис
Народився в селянській родині. Освіта середня.
З 1978 року — колгоспник колгоспу імені Горького Борзнянського району Чернігівської області. Служив у Радянській армії.
З 1982 року — токар Одеського заводу «Кінап».
Потім — на пенсії в місті Одесі.